# Problemas ambientales en Colombia

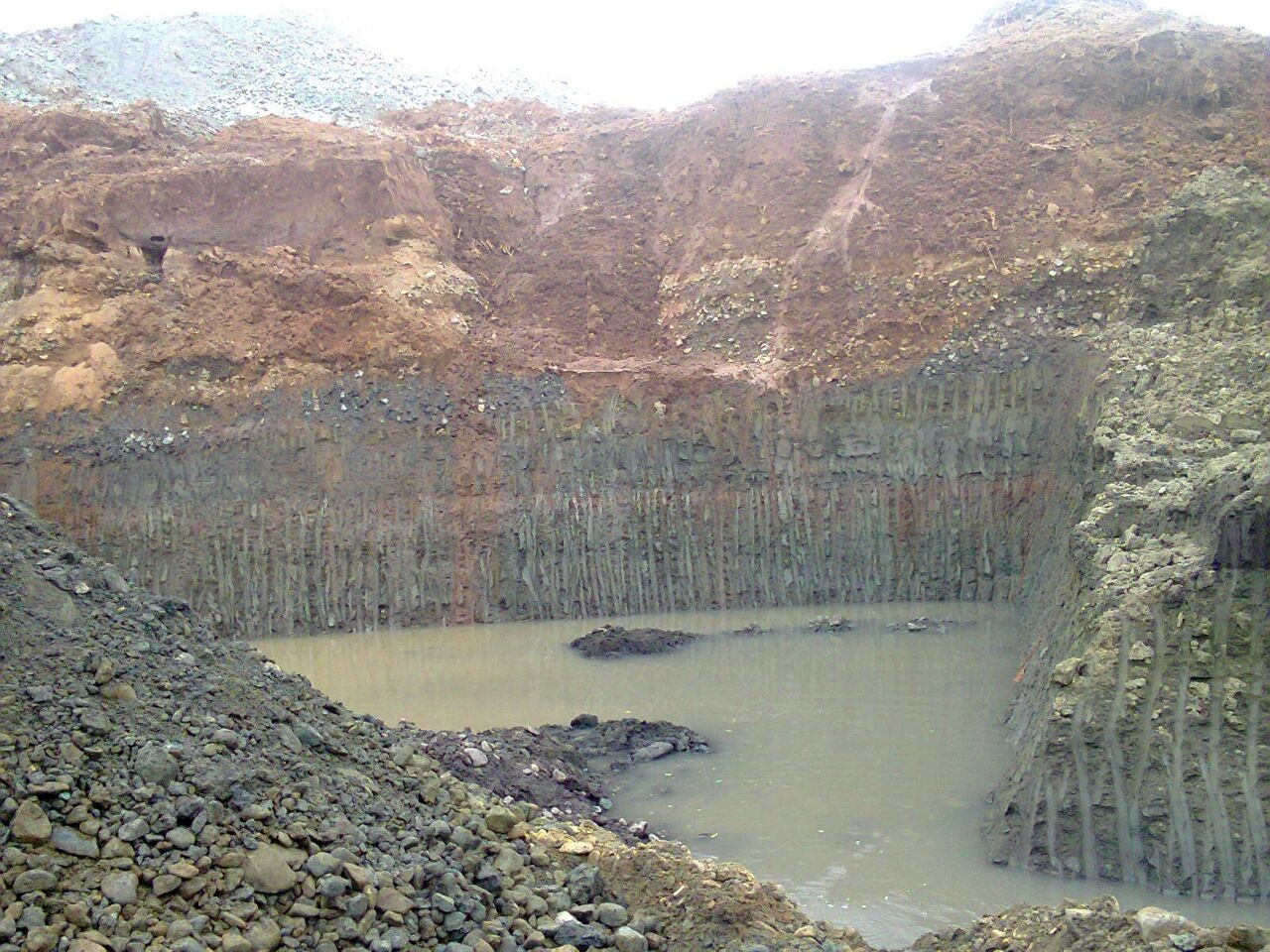
Agua contaminada después del proceso de extracción de oro.

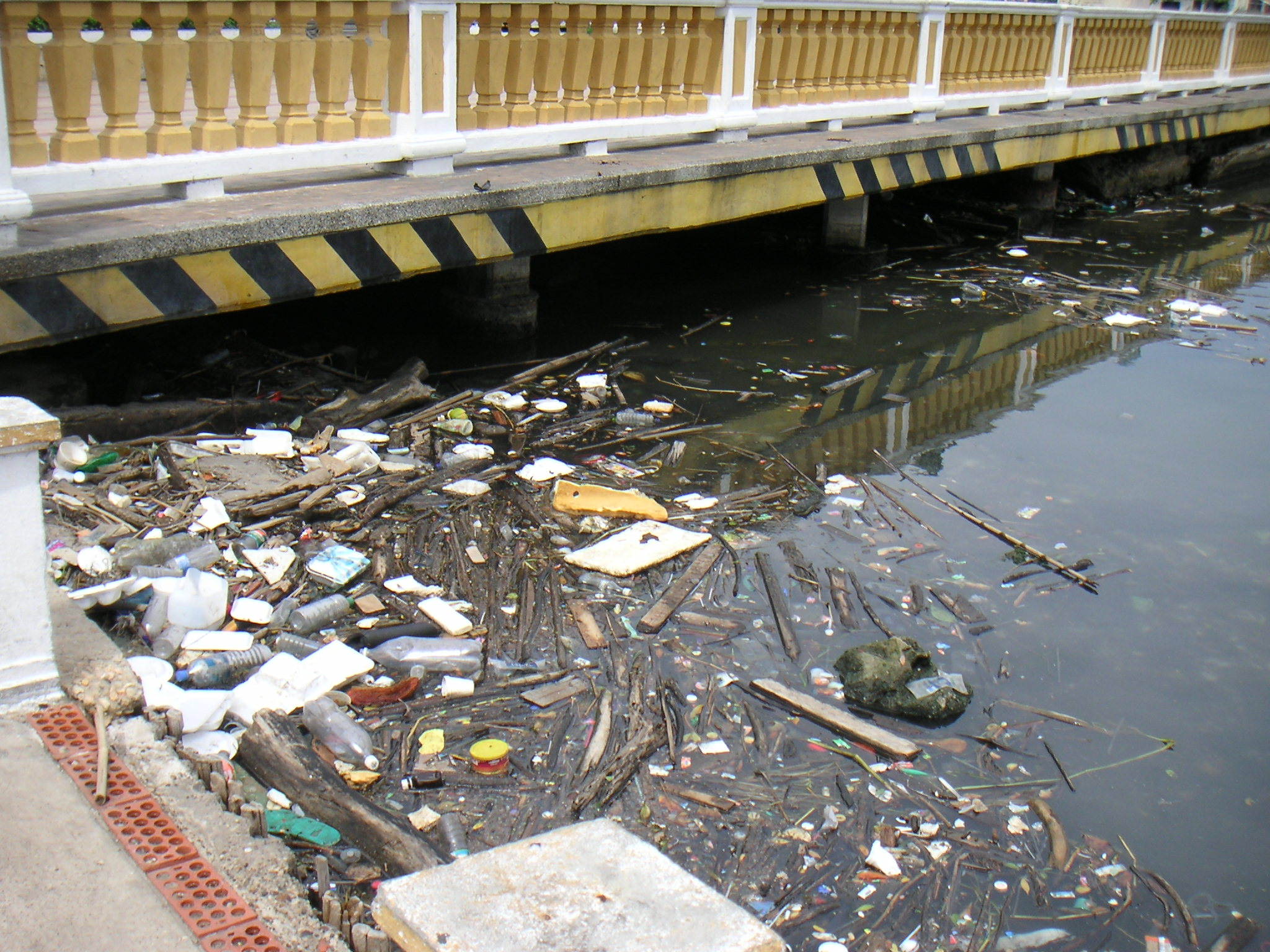
Basura en la bahía de Cartagena (2005).

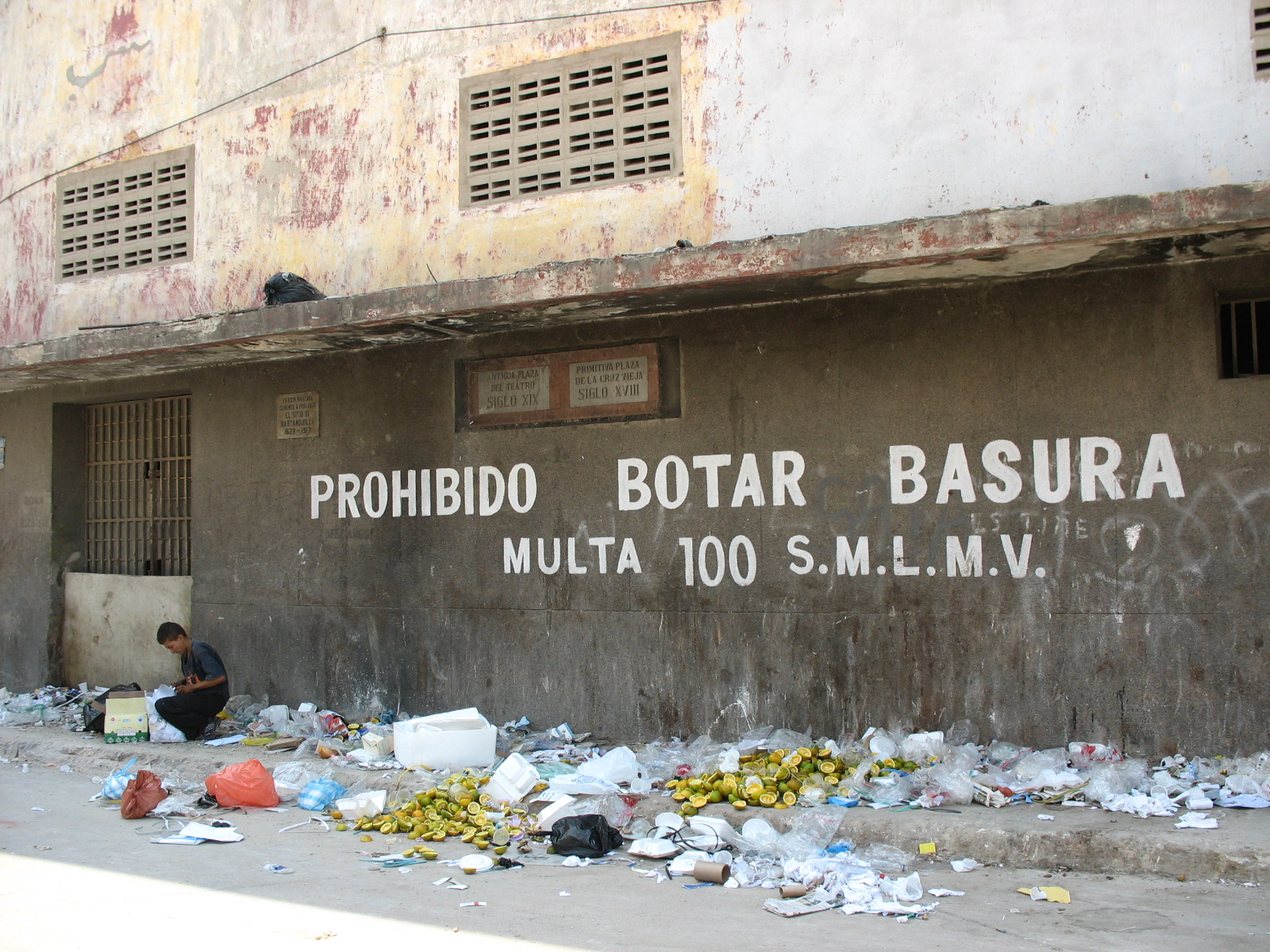
Contaminación en las calles de Barranquilla.

Los problemas ambientales en Colombia generan un gran impacto sobre la diversidad biológica en el país. De acuerdo con el Banco Mundial, Colombia tiene un enorme potencial de desarrollar proyectos ambientales sostenibles que no impactan los recursos hídricos, las áreas forestales y la biodiversidad. A su vez, con capacidad de ejercer cambios de metros en la alimentación, la salud, la habitabilidad y el trabajo de las poblaciones a través de ayudas y propuestas que han sido probadas en el mundo, a favor del bienestar del medio ambiente. Según Pauli, G., las problemáticas ambientales son una oportunidad para ejercer cambios relevantes en la manera de habitar y formar sociedad.
La deforestación en Colombia entre 1990 y 2010 fue en promedio de 310,000 a 349,000 hectáreas al año, es decir, que sobre estas dos décadas hay un estimado de 6 millones 206 mil hectáreas de bosques destruidos, lo cual equivale al 5,4% de la superficie de Colombia. Actualmente el estado colombiano hace parte del Convenio sobre la Diversidad Biológica. Las áreas deforestadas a causa de la minería ilegal es uno de los temas más coyunturales en lo que respecta a la deforestación en Colombia. Esta actividad ha tenido graves efectos para el medio ambiente en regiones del Pacífico, Amazonia y Magdalena Medio.
Según un informe de WWF, cerca de la mitad de los ecosistemas que existen en Colombia se encuentran en estado crítico o en peligro. Asimismo, de las 1 853 especies de plantas evaluadas, 665 (36%) se encuentran amenazadas de extinción, mientras que de 284 especies de animales terrestres evaluados, 41 están en peligro crítico, 112 amenazadas y 131 son vulnerables. Según la WWF, la degradación ambiental en Colombia es debido a la extracción de petróleo y minerales
La zona del Pacífico colombiano hace parte de Chocó biogeográfico, una de las zonas más megadiversas y lluviosas del planeta. En el Chocó existe el mayor porcentaje de endemismo del mundo para un área continental, incluso para las aves; pero muchas especies endémicas están en peligro de extinción.
En cuanto a la protección de los mares, Colombia protege el 2% de ellos, cuando los acuerdos de diversidad biológica exigen el 10%.

## Historia reciente
En los últimos años la calidad ambiental en Colombia se ha visto afectada a un ritmo constante y sin precedentes, lo cual ha llevado a una crisis ambiental caracterizada por una alta deforestación, contaminación hídrica y alteraciones del ecosistema. La calidad del aire en grandes ciudades como Bogotá, Medellín, Barranquilla, Cali, Villavicencio y ciudades intermedias como Sogamoso, superan los niveles aceptados de contaminación. La contaminación hídrica en el país es causada principalmente por los residuos domésticos, las actividades agropecuarias, los residuos industriales, las actividades mineras, el inadecuado manejo de rellenos de basura y de lixiviados. A esto se le suma el inadecuado manejo de los residuos hospitalarios.
El gobierno y el sector industrial de Colombia han abogado e implementado monocultivos, que generan daño a la fertilidad de los suelos, como el caso de la palma africana para la generación de biocombustibles. Las implicaciones ambientales de algunos monocultivos causan el deterioro acelerado de los suelos. El uso intensivo de agroquímicos, que implica daños al medio ambiente, especialmente en regiones selváticas. Los cultivos de palma africana, se encuentran localizados en regiones selváticas del Pacífico colombiano, uno de los lugares con mayor biodiversidad en el mundo. La creación de carreteras y grandes obras de infraestructura han causado un impacto ambiental considerable en Colombia. Por otra parte, el gobierno busca abrir paso al desarrollo, y además disminuye las selvas que dan ventaja táctica a las guerrillas y demás grupos ilegales.
Los grupos guerrilleros como las FARC y ELN, adoptaron políticas de destrucción de la infraestructura económica que sirve al gobierno y a los intereses de multinacionales. Desde 1984, la destrucción de oleoductos petroleros es la táctica que más han utilizado las guerrillas. Dichos derrames de petróleo han causado la contaminación de suelos, cuencas hidrográficas y el deteriorado de diversos ecosistemas.
Los grupos armados ilegales envueltos en el negocio del narcotráfico como las FARC, ELN y AUC han promovido la expansión de cultivos ilícitos, lo que genera mayor destrucción de selva o bosque virgen para dar paso al cultivo ilícito.
Según un informe de WWF, cerca de la mitad de los ecosistemas que existen en Colombia se encuentran en estado crítico o en peligro. Asimismo, de las 1 853 especies de plantas evaluadas, 665 (36%) se encuentran amenazadas de extinción, mientras que de 284 especies de animales terrestres evaluados, 41 están en peligro crítico, 112 amenazadas y 131 son vulnerables. Según la WWF, la degradación ambiental en Colombia es debido a la extracción de petróleo y minerales y muchas empresas responsables son extranjeras.

### Factores
En Colombia los factores que causan deterioro ambiental son variados, pero se pueden agrupar en tres grandes grupos:
- Libre acceso a los recursos naturales: Existen diversas actividades que no poseen una vigilancia o acompañamiento del estado colombiano y han provocado graves problemas ambientales, como son: la minería ilegal, la tala de bosques ilegal y las actividades relacionadas con el narcotráfico.[10]
- Falta de inversión estatal: En Colombia la inversión estatal y el acompañamiento en algunos temas ambientales es casi nula, como por ejemplo en el tratamiento de aguas residuales domésticas, el manejo de residuos sólidos y el aprovechamiento de estos y en la contaminación y el manejo de los recursos renovables y no renovables.[10]
- La falta de información en la población: Gran parte de la población colombiana desde hace mucho tiempo desconoce mucho sobre la contaminación y el daño ambiental del país, principalmente en pueblos y zonas aisladas donde no se cuenta con una educación básica, por lo tanto, la mayoría de personas no son conscientes del daño que muchas actividades hacen al ecosistema.

## Deforestación
La deforestación en Colombia ocasiona la pérdida de 2.000 km² de bosques anualmente, según un informe de Naciones Unidas en 2003. Algunos sugieren que esta cifra es tan alta como 3000 km² debido a la tala ilegal en la región. La deforestación se debe principalmente a la tala de árboles, la expansión de la frontera agrícola, la minería, el desarrollo de recursos energéticos como la hidroelectricidad, el desarrollo de infraestructura como carreteras, la producción de cocaína y la agricultura a pequeña escala. Alrededor de un tercio del bosque original del país ha sido eliminado como resultado de la deforestación.
La deforestación se concentra principalmente en la selva tropical primaria, que cubre más del 80% de Colombia. Esto incluye los extremos norte y sur del Pacífico y en el piedemonte de los Andes y la Amazonia de Colombia. En el período 2000-2007 alrededor de 336 000 hectáreas de bosque fueron taladas al año en Colombia. La destrucción de los bosque de alta biodiversidad como los encontrados en la zona del Pacífico ha sido causa de la actividad ilegal de la producción de coca. Se estima que desde el 2002 hasta el 2007 el Pacífico colombiano perdió un área de 14.322 km² de bosque tropical, un área mayor a la de Jamaica.

## Minería ilegal

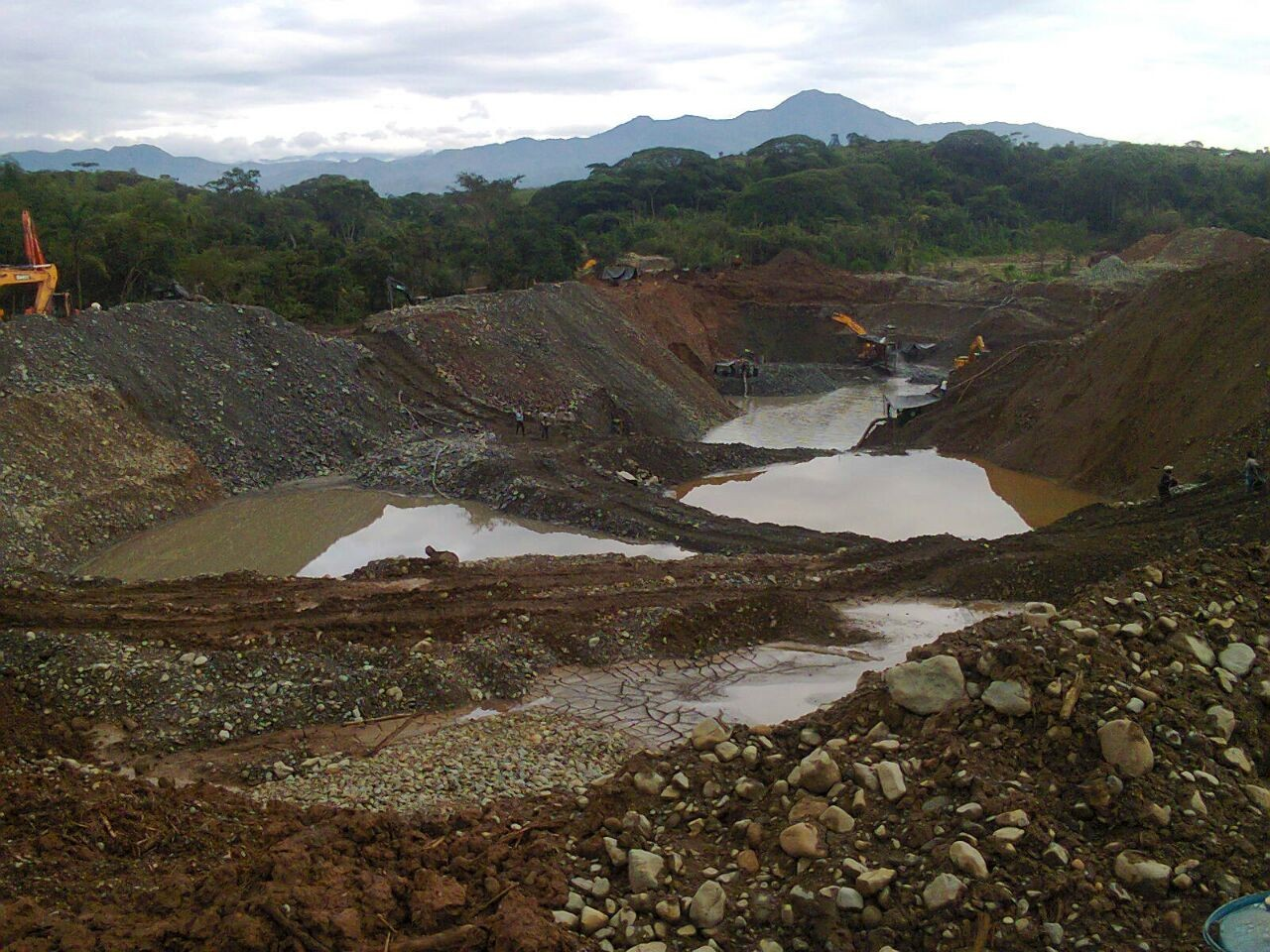
Consecuencias ambientales de la minería ilegal en Santander de Quilichao, Colombia.

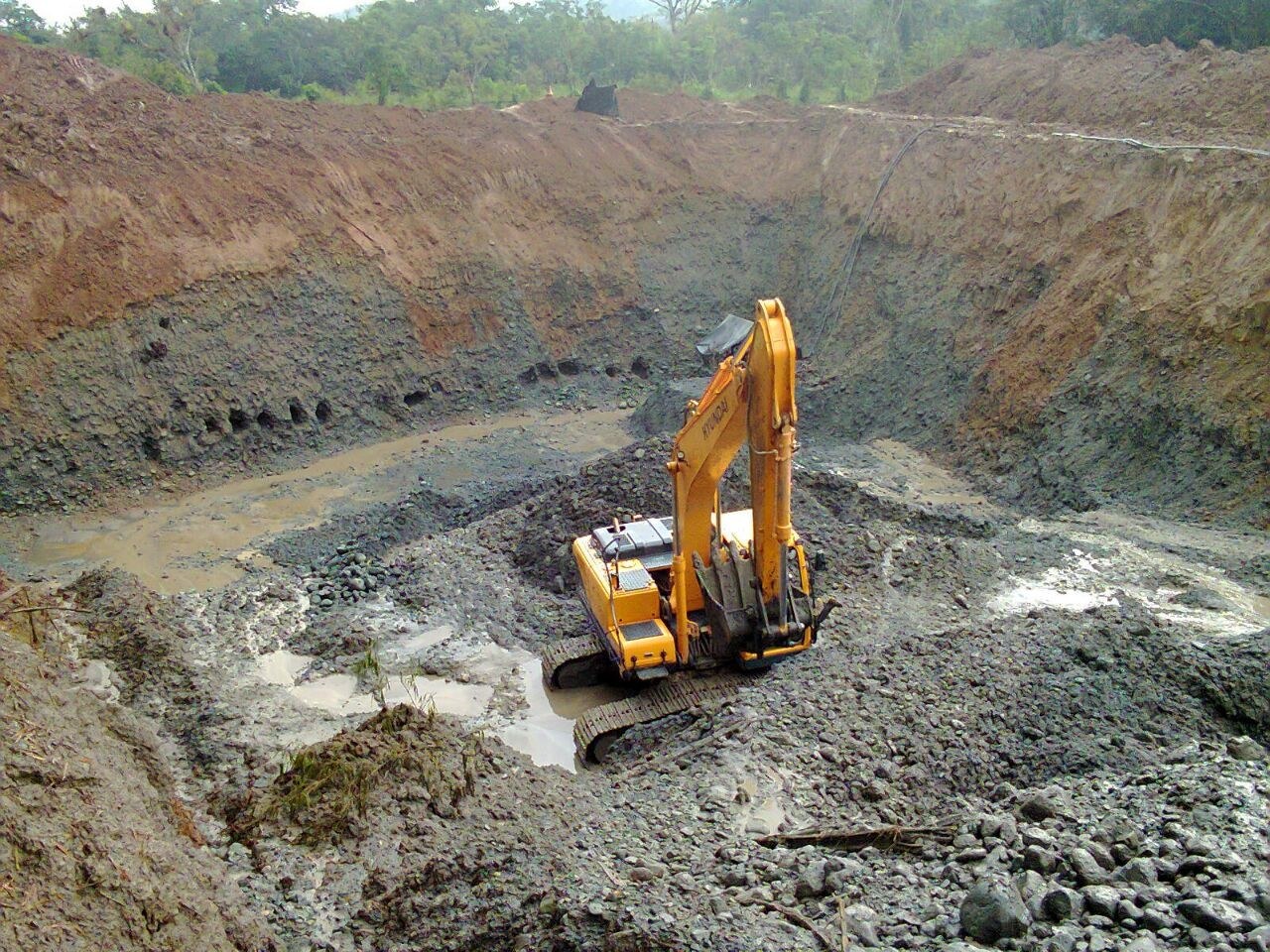
Retroexcavadora en una mina ilegal de Colombia.

La minería ilegal es la actividad dedicada a extraer minerales sin poseer la autorización por parte de los entes del estado colombiano y sujeto a acciones de incautación de equipos o destrucción de maquinaria con la que se ejerce la actividad minera. Este fenómeno que afecta a 17 departamentos en Colombia, ha causado considerables daños ambientales. La minería ilegal en Colombia ejerce presión sobre la diversidad biológica y es una de las principales amenazas sobre los ecosistemas en el país.
Con el censo minero realizado en el periodo 2009-2011, se determinó que existen 400 municipios en el país afectados por la minería ilegal, es decir, el 44 % de los municipios de Colombia han sido afectados por esta actividad. Los departamentos con mayor porcentaje de actividad minera ilegal en el país son Chocó (100%), La Guajira (100 %), Magdalena (100%), Córdoba (95 %), Bolívar (92%), Atlántico (91 %), Risaralda (91 %), Cauca (90 %) y Antioquia (85%) hasta 2013. Según el Ministerio de Minas y Energía, existen 14 357 unidades de producción minera, de las cuales más de la mitad, el 56 % de las minas no poseen ningún tipo de título minero o licencia ambiental que legalice su actividad. Aproximadamente, desde el año 2010 la minería ilegal, sobre todo la relacionada con la explotación de oro, se ha convertido en una importante fuente de financiación para los grupos al margen de la ley en 25 departamentos del país. Aunque el oro es el mineral que más participa de la actividad minera ilegal del país con el 60%, otros minerales también son explotados ilegalmente como el coltan con el 25% de participación (la explotación del coltan está prohibida por el gobierno colombiano en todas sus formas), el carbón con el 10% y el tungsteno con el 5%.
El impacto sobre los recursos hídricos es causa de la contaminación con mercurio y cianuro usados en la extracción del mineral de oro. Se estima que aproximadamente 2 00 toneladas de mercurio se vierten al año a los ríos de los departamentos de Chocó, Nariño y Antioquia, zonas que históricamente han sufrido los estragos del conflicto armado interno y la acción de las bandas criminales. Los daños al medio ambiente a causa de la minería son a largo plazo. Las actividades de pequeña minería impactan de forma crítica las fuentes de aguas superficiales y subterráneas. Las fuentes de agua subterráneas se ven afectadas por la sobreexplotación de acuíferos, alteración y desvió del curso de las aguas, contaminación con basuras de la mina, contaminación de las fuentes de agua potable con agua contaminada de la mina y doméstica, afectación en la relación físico-biótica de los lechos hídricos y afectación de los ecosistemas que dependen de las fuentes hídricas cercanas a las actividad minera como son los estuarios, los bosques de mangle y las ciénagas.
Áreas protegidas con presencia de minería ilegal
- Parque nacional natural Farallones de Cali[4]
- Reserva nacional natural Puinawai[4]
- Parque nacional natural Cahuinarí[4]
- Parque nacional natural Río Puré[4]
- Parque nacional natural Amacayacu[4]
- Parque nacional natural Las Orquídeas[4]
- Parque nacional natural Catatumbo Barí[4]
- Reserva nacional natural Nukak[4]
- Parque nacional natural Yaigojé Apaporis[4]
- Parque nacional natural La Paya[4]
- Parque nacional natural Sierra de Chiribiquete[4]
- Parque nacional natural Pisba[4]

## Contaminación del aire
En 2019 el 37% de los gases de efecto invernadero producidos en Colombia fueron emitidos por el sector de transporte, y tan solo el 1.2% de los 263 mil automóviles nuevos registrados ese año fueron eléctricos o híbridos.

### Bogotá
La ciudad capital de Colombia, Bogotá, es el centro poblacional más grande del país. Con más de siete millones de habitantes, es también una de las ciudades más pobladas en Latinoamérica. Además tiene la tasa de contaminación de aire más alta en Colombia, la cual se ha elevado recientemente como resultado de la expansión de automóviles en la ciudad. Desde 1967 se ha monitoreado la contaminación del aire en Bogotá, pero no fue hasta 1990 que las estaciones se extendieron ampliamente. Un estudio conducido por la Secretaría Distrital de Salud de Bogotá, en colaboración con la Agencia de Cooperación Internacional del Japón (JICA, por sus siglas en inglés), concluyó que el 70% de la contaminación del aire es atribuible a automóviles, e identificó los ladrillos, plantas de baterías y otros como fuentes importantes de contaminación. Este estudio concluyó una correlación entre la contaminación del aire y la salud respiratoria al relacionar contaminantes en el aire con el número de admisiones hospitalarias diarias por enfermedades respiratorias. Estadísticas de la Secretaría de Salud demostraron que entre 1998 y 1999 el 9.6% de las visitas hospitalarias estuvieron relacionadas con problemas respiratorios, con el 24.3% de las visitas hospitalarias de niños entre cero y un año de edad relacionadas con enfermedades respiratorias agudas. Las estaciones de monitoreo mostraron que la mitad de áreas con presencia de estas sobrepasan los límites de emisión considerados seguros por la OMS, siendo las partículas respirables (PM10) y los niveles de ozono los problemas principales.

### Medellín
Medellín es la segunda ciudad en Colombia con peor calidad del aire y, dentro de la ciudad, el centro de Medellín es una de las áreas más contaminadas por emisiones de automóviles. Se consideran como principales fuentes de contaminantes del aire a la gasolina y el diésel de baja calidad. El cambio de urbanización de Medellín ha incrementado el número de vehículos y, por tanto, el uso de combustibles fósiles. Los sectores conocidos por tránsito pesado son monitoreados por medidores de contaminantes en el aire como el material particulado. Algunos de los sectores que han sido identificados con los niveles más altos de contaminación en el área metropolitana son Itagüí-Ditaires, Politécnico Jaime Isaza-Cadavid, y el centro de Medellín (en particular el área circundante al edificio Miguel de Aguinaga y al Parque San Antonio). Los índices de contaminación del centro de Medellín sobrepasan el nivel establecido por la OMS que representa un riesgo a la salud Humana .